# Большое Рогово
Большое Рогово — деревня в Оричевском районе Кировской области в составе Коршикского сельского поселения.

## География
Находится на расстоянии примерно 4 км на северо-восток от центра поселения села Коршик.

## История
Известна с 1764 года как починок Роговской с населением 42 жителя. В 1873 году здесь (починок Роговской или Рогово) учтено дворов 16 и жителей 112, в 1905 17 и 101, в 1926 (уже деревня Большой Рог) 18 и 100, в 1950 23 и 83, в 1989 оставалось 2 жителя. Нынешнее название утвердилось с 1939 года.

## Население
Постоянное население  составляло 1 человек (русские 100%) в 2002 году, 3 в 2010.